# Grönvingad kungspapegoja
Grönvingad kungspapegoja (Alisterus chloropterus) är en fågel i familjen östpapegojor inom ordningen papegojfåglar.

## Utseende och läte
Grönvingad kungspapegoja är en färggrann långstjärtad papegoja. Hanen är röd på huvud och undersida, blå på övergump och i nacken samt på vingarna mörk med ett ljusgrönt band på skuldrorna. Honan liknar hanen i västra delen av utbredningsområdet, men i har i öst röd buk och grönt på huvud och ovansida. Lätet består av en serie med klara, ljusa och pipiga toner på något olika tonhöjd.

## Utbredning och systematik
Grönvingad kungspapegoja förekommer på Nya Guinea. Den delas in i tre underarter med följande utbredning:
- Alisterus chloropterus moszkowskii – förekommer på norra Nya Guinea (Geelvink Bay, Aitape)
- Alisterus chloropterus callopterus – förekommer på centrala Nya Guinea (Weylandbergen till Fly River)
- Alisterus chloropterus chloropterus – förekommer på östra Nya Guinea (Huonhalvön till Hall Sound)

## Levnadssätt
Grönvingad kungspapegoja hittas i skog och skogsgläntor från förberg upp till medelhög höjd i bergstrakter.

## Status och hot
Arten har ett stort utbredningsområde, men tros minska i antal, dock inte tillräckligt kraftigt för att den ska betraktas som hotad. Internationella naturvårdsunionen IUCN listar arten som livskraftig (LC).